# Pledging My Time
«Pledging My Time» (en español, "Empeñando mi tiempo") es una canción compuesta por el cantante estadounidense Bob Dylan. Fue incluida en el álbum Blonde on Blonde, editado el 16 de mayo de 1966.